# Škoda 21Tr
Škoda 21Tr — напівнизкопідлоговий тролейбус виробництва чеської компанії Škoda Ostrov.

## Конструкція та розробки моделі
Проєктування нової серії тролейбусів Škoda замість вже тоді застарілих Škoda 14Tr та Škoda 15Tr почалось ще у 1993 році. Прототипом даної моделі, спочатку був розроблений подовжений варіант машини, Skoda 22Tr (1993 р.), а вже за пару років був спроєктований тролейбус у стандартному кузові, новій машині був привласнений заводський індекс 21Tr (1995 р.). Подовжений варіант тролейбуса вийшов у масове виробництво лише у 2002 році.
Основною метою нової моделі є створення тролейбуса з низьким рівнем підлоги, висота з рівнем підлоги 395 мм та додатковим підвищенням у хвостовій частині на 340 мм. Для цієї моделі застосовано портальний ведучий міст Угорського виробництва RABA 338 з передатним числом редуктора 6,12.
Всі двері забезпечені опорами, встановленими на оптимальній висоті. Push-кнопки дозволяють пасажирам самостійно контролювати відкриття дверей під час зупинки, як ззовні та і з середини у салоні. Починаючи з 2003 року, в усіх машинах встановлено сучасний електричний привід дверей, замість пневматичних циліндрів.
На середніх дверях існує пандус який забезпечує легкий доступ для людей з візками, для зменшення висоти заїду інвалідів, в тролейбусі існує система кнілінгу, що може зменшити цю висоту. За таких умов тролейбус може нахилятись в сторону дверей на 70 мм, а висота посадки при таких умовах становить - 270 мм.
Хоч конструктивно Škoda 21Tr є базовою моделлю, завод також виготовляв модифікації Škoda 21TrAC та Škoda 21TrACI. Основною відмінністю від базової моделі є використання асинхронного тягового приводу з транзисторним інвертором, а також наявність допоміжного електрогенераторного агрегату для можливості автономного руху там, де немає контактної мережі.
Колеса тролейбуса: дискові, 6 коліс, low-profile ALL STEEL 275/70 R 22,5
Особливістю цих машин є кліматично-вентиляційна система притоку повітря. Повітря нагнітають інтегровані вентилятори, що відбирають повітря ззовні через спеціальні  жалюзі з електро-пневматичним приводом. В зимовий період ці жалюзі зачинені, а повітряний потік проходить по колу через інтегровані калорифери.
Цікаво, що розробкою дизайну майбутніх тролейбусів займався Патрік Котас, відомий у Чехії дизайнер, який окрім дизайну транспорту розроблював дизайни для станцій метро у Празі та брав участь у реконструкції головного Празького залізничного вокзалу.

## Виробництво та поставки моделі
Усього за весь час виробництва було побудовано 134 тролейбусів. Майже всі вони залишилися у Чехіі, 2 тролейбуси були придбані Боснією та Герцеговиною наприкінці 90-х. Ще по одному тролейбусу придбали Угорщина та Словаччина. Ще один недобудований тролейбус був придбаний у чеське місто Зноймо та перетворений на електробус — автобус з акумуляторами.
Після закриття старого заводу в м. Остров у 2004 році машина знята з виробництва і замінена на більш сучасні Škoda 24Tr Irisbus та Škoda 30Tr.

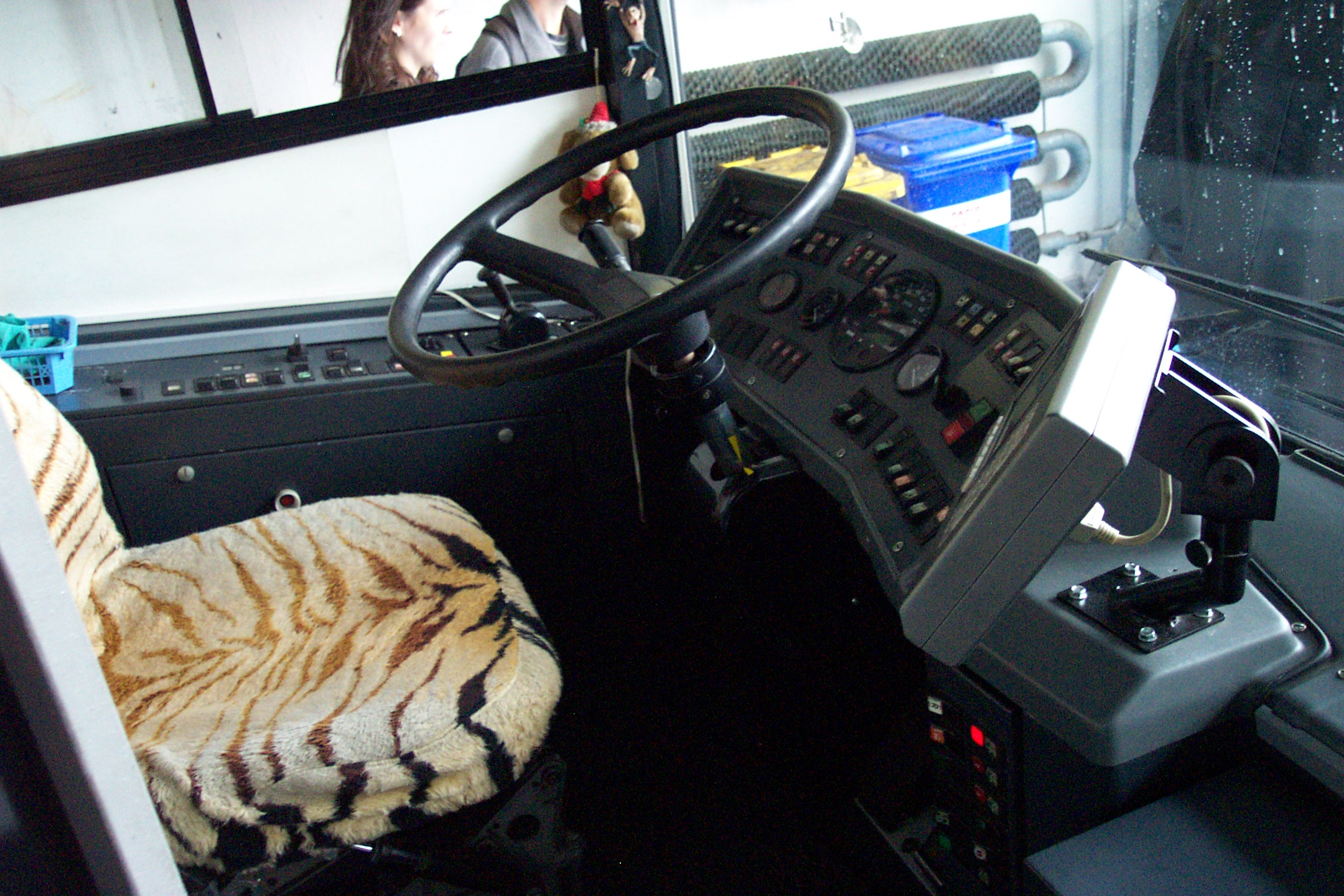
Кабіна водія

## Škoda 21Tr в Україні
Одеса стала першим містом України, яка наприкінці березня 2013 року придбала 5 одиниць вживаних тролейбусів Škoda 21Tr із чеського міста Градець-Кралове. Придбані машини вироблені у 1996-1998 роках. В Одесі нові машини отримали бортові номера 4010-4014.  [Архівовано 15 жовтня 2014 у Wayback Machine.]
Після невдалої експлуатації цих машин, в "Одесгорелектротрансі" ухвалили рішення модернізувати машини шляхом заміни електрообладнання, на сучасний асинхронний привід, та додаванням опції автономного ходу.
Наприкінці 2017 - початку 2018 років Чернівці закупили 4 машини із чеського міста Пльзень, вироблених у 2001 - 2003 роках, які отримали бортові номера 370-373.
У травні 2025 р. чеське місто Брно передало Харкову 20 уживаних тролейбусів Škoda 21Tr.